# Gwen John
Gwen John (Haverfordwest, 22. lipnja 1876. – Dieppe, 18. rujna 1939.) bila je velška slikarica.

## Životopis
Gwen John rođena je i odrasla u Walesu, nakon čega je 1895. godine otišla u London kako bi pohađala umjetničku školu. 1898. putovala je u Pariz, gdje je ona upoznala Jamesa McNeilla Whistlera i studirala u njegovoj školi. Ona se vratila u London 1899. i sljedeće godine je tamo imala svoju prvu izložbu.
1903. ponovno je otišla u Francusku, i ona će ostati tamo do kraja života. Ona se smjestila u Parizu 1904. i te iste godine počela se baviti modelingom za Augustea Rodina, u kojeg se zaljubila. Nakon svoje prve izložbe u Parizu 1919., ona je tamo redovito izlagala do sredine 1920-ih.
U njezinim kasnijim godinama ona je postala vrlo povučena i nije puno slikala. Tijekom svog života često je posjećivala francusku obalu oko Dieppea i tamo je preminula u rujnu 1939. U to vrijeme bila je ona malo poznata, ali od 1960-ih njezin ugled u svijetu umjetnosti neprestano raste.